# 約翰島 (南卡羅萊納州)
約翰島是美國的島嶼，位於基窪島以東的大西洋海域，由南卡羅萊納州負責管轄，面積216.83平方公里，島上有一棵1,400年歷史的老橡樹，2000年13,943。

## 外部連結
- http://www.jicsc.org/ （页面存档备份，存于） The Johns Island Conservancy
- Charleston Chamber of Commerce
- The Golf Club at Briar's Creek （页面存档备份，存于）, an Audubon Signature Sanctuary
- Charleston County School District （页面存档备份，存于）
- http://islandconnectionnews.com/?page_id=1398 （页面存档备份，存于）

32°42′09″N 80°02′53″W / 32.70250°N 80.04806°W